# سالیسید
واژه سالیسید (به انگلیسی: salicide) به فناوری مورد استفاده در صنعت ریزالکترونیک اشاره دارد که برای ایجاد اتصال‌های الکتریکی بین افزاره نیم‌رسانا و ساختار میان‌هابند پشتیبانی کننده استفاده می‌شود. فرایند سالیسید شامل واکنش یک لایه نازک فلزی با سیلیکون در نواحی فعال افزاره است که درنهایت از طریق یک سری فرآیندهای بازپخت و/یا زُدایش، یک اتصال سیلیسید فلزی ایجاد می‌کند. اصطلاح «سالیسید» ترکیبی از عبارت self- aligned silicide است. توصیف «خودترازشده» (به انگلیسی: self-aligned) نشان می‌دهد که تشکیل این اتصال نیازی به فرآیندهای الگوبرداری طرح‌نگاری‌نوری ندارد، برخلاف فناوری ناترازشده (به انگلیسی: non-aligned) مانند پلی‌سید.
اصطلاح سالیسید همچنین برای اشاره به سیلیسید فلزی که در فرایند تشکیل این اتصال ایجاد می‌شود، مانند «سالیسید تیتانیوم» استفاده می‌شود، اگرچه این کاربرد با قراردادهای نامگذاری پذیرفته شده در شیمی سازگاری ندارد.

## تشکیل اتصال

فرایند سالیسید

فرایند سالیسید با لایه‌نشانی (به انگلیسی: deposition) یک لایه نازک فلز واسطه بر روی افزاره‌های نیم‌رسانا کاملاً شکل‌گرفته و طرح‌دار (مثلاً ترانزیستور) آغاز می‌شود. ویفر گرم می‌شود و به فلز واسطه اجازه می‌دهد تا با سیلیکون درمعرض در نواحی فعال افزاره نیم‌رسانا (مثلا سورس، درین، گیت) واکنش دهد و یک سیلیسید فلز واسطه با مقاومت‌کم را تشکیل دهد. فلز واسطه با دیاکسید سیلیسیم و عایق‌سازهای نیترید سیلیسیم موجود در ویفر واکنش نمی‌دهد. پس از واکنش، هر فلز واسطه باقیمانده توسط زُدایش شیمیایی حذف می‌شود و اتصال‌های سیلیسید تنها در نواحی فعال افزاره باقی می‌ماند. یک فرایند تولید کاملاً یکپارچه ممکن است پیچیده‌تر باشد و شامل بازپخت‌های اضافی، عملیات سطحی یا فرآیندهای زُدایش شود.

### شیمی
فلزات واسطه نوعی که برای استفاده در فناوری سالیسید استفاده می‌شوند یا در نظر گرفته می‌شوند عبارتند از تیتانیوم، کبالت، نیکل، پلاتین و تنگستن. یکی از چالش‌های کلیدی در توسعه یک فرایند سالیسید ، کنترل فاز ویژه (به انگلیسی: specific phase) (ترکیب) تشکیل‌شده توسط واکنش فلز-سیلیکون است. برای مثال، کبالت ممکن است با سیلیکون واکنش داده و Co2Si, CoSi, CoSi2 و سایر ترکیبات را تشکیل دهد. با این حال، تنها CoSi2 دارای مقاومت کافی کم برای ایجاد یک اتصال الکتریکی مؤثر است. برای برخی از ترکیبات، فاز با مقاومت بالا مورد نظر از نظر ترمودینامیکی پایدار نیست، مانند C49-TiSi2، که نسبت به فاز C54 با مقاومت‌کم، ناپایدار است.

## ملاحظات دیگر
یکی دیگر از چالش‌های پیش روی یکپارچه‌سازی فرایند موفقیت‌آمیز شامل رشد جانبی (به انگلیسی: lateral growth)، به ویژه در زیر گیت است که باعث اتصال کوتاه افزاره می‌شود.